# Licentiaat
Licentiaat is een oude academische graad die verschillende onderwijsniveaus in verschillende landen vertegenwoordigt. In België was een licentiaat de academische standaardgraad die verkregen werd na een universitaire studie van in totaal 4 à 5 jaar. Het is het equivalent van de Nederlandse graad van doctorandus. De jaren academische studie die met vrucht dienden te worden voltooid om de graad van licentiaat te behalen, werden kandidaturen en licenties genoemd.  
Toegang tot de licenties gebeurde op basis van minstens een relevant kandidaatsdiploma. Zij hielden meestal 2 à 3 jaar studie in.
Door het structuurdecreet, dat de bachelor-masterstructuur invoerde, is de term licentiaat vervangen door de nieuwe aanduiding 'master'. De in Frankrijk gebruikte term "licence" staat gelijk aan een bachelorsdiploma. 

## Graad
De graad van licentiaat werd behaald na het succesvol voltooien van de zogenaamde licenties. Deze mogen aangevat worden door de houder van een relevant kandidaatsdiploma en houden 2 à 3 jaar studie in. Aan het eind daarvan diende men een licentieverhandeling (afstudeerscriptie, in de volksmond 'thesis' genoemd) te schrijven. Wie een baan in het secundair (of voortgezet) onderwijs ambieert, volgde de academische lerarenopleiding of 'aggregatie'. Ze bestaat uit theoretische (leerpsychologie, onderwijssociologie...) en eerder praktische vakken (vakdidactiek, werkvormen, methodologie), die worden aangevuld met een stageperiode in een of meer scholen, en een aantal proeflessen. Wie daarvoor slaagt, wordt 'geaggregeerde voor het hoger secundair onderwijs' en krijgt lesbevoegdheid. De licentiaatsgraad op zich verleende afgestudeerden met (zeer) goede resultaten ook toegang tot een aansluitende doctoraatsopleiding, die hoofdzakelijk bestaat uit het schrijven en verdedigen van een origineel doctoraal proefschrift.
In sommige gevallen gebeurde de toegang tot een licentiaatsopleiding (bv. licentiaat in het notariaat) reeds een ander welbepaald licentiaatsdiploma vereist (bv. licentiaat in de rechten). In dat geval duurt de studie voor de bijkomende graad minder lang. Het betreft dan de zogenaamde 'Voortgezette Academische Opleidingen' en 'Aanvullende Academische Opleidingen'.
Sommige vierjarige opleidingen aan een hogeschool in Vlaanderen leidden ook tot een licentiaatsgraad, bijvoorbeeld licentiaat vertaler-tolk, of licentiaat handelswetenschappen. Deze richtingen zijn sedert 2013 evenwel overgeheveld naar de universiteit. Dit was ook het geval voor de opleiding 'Industrieel Ingenieur', een vierjarige opleiding die leidde tot een masterdiploma en die tot 2013 in zogenaamde Industriële Hogescholen werd aangeboden. 

## Titel
De houder van deze graad mag de titel lic. voeren.

## Bologna-proces
In 2003 organiseerde de Europese Unie de Conventie van Bologna voor Europees hoger onderwijs onder de Erkenningsconventie van Lissabon, beter bekend als het Bolognaproces, om in de hele Europese Unie uniforme normen voor universitair onderwijs te creëren. De resulterende conclusies riepen alle Europese universiteiten op om hun opleidingen om te zetten in een bachelor- en een masteropleiding.
Hier volgde een decreet van 4 april 2003 betreffende de herstructurering van het hoger onderwijs in Vlaanderen uit. Dit decreet stelt dat: 
- de vóór 2004-2005 verleende graden die gelijkgesteld worden met de graad van bachelor en de graad van master, de volgende zijn:
  - zijn gelijkgeschakeld met de graad van bachelor: de graden gegradueerde (met uitzondering van deze uitgereikt in het onderwijs voor sociale promotie), maatschappelijke assistent, vroedvrouw, kleuterleid(st)er, kleuteronderwijzer(es), onderwijzer(es), assistent in de psychologie, maatschappelijk adviseur, architect-assistent, technisch ingenieur, van geaggregeerde voor het secundair onderwijs groep 1 of van geaggregeerde voor het lager secundair onderwijs, de zogenaamde regent of regentes
  - zijn gelijkgeschakeld met de graad van master: de graden van burgerlijk ingenieur, industrieel ingenieur, architect, interieurarchitect, meester, licentiaat of handelsingenieur;
- de Vlaamse regering aanvullende maatregelen zal nemen met betrekking tot de gelijkschakeling met de graad van bachelor en master van de andere graden die vóór 2004-2005 in het hoger onderwijs werden verleend. 
  - De in punt 2 aanvullende maatregelen zijn momenteel in voorbereiding.

## Andere landen

### Denemarken en Noorwegen
In het verleden werd de licentiate in Denemarken en Noorwegen uitgereikt en was ongeveer gelijk aan de Amerikaanse PhD graad. In Denemarken is het formeel vervangen door de PhD graad. 

### Finland en Zweden
In Zweden en Finlandse universiteiten is het licentiaat, die erkend wordt als een pre-doctorale graad, gelijk aan het voltooien van het studiemateriaal en een dissertatie die formeel gelijk is aan de helft van een doctoraalscriptie. In Finland bedraagt de omvang van het licentiaat 120 ECTS en vereist het twee tot drie jaar fulltime onderzoek. De vereiste is een voltooid 4-jarig academisch programma op hoog niveau, zoals een masterdiploma of een magisterdiploma. Licentiaathouders zijn officieel bevoegd voor onafhankelijk wetenschappelijk onderzoek in universiteiten en zijn bevoegd om masterscripties en licentiaatsverhandeling te begeleiden.
Tot begin jaren 1970 was de graad in Zweden gelijk aan de Amerikaanse PhD en vereiste het vier tot zeven jaar studie na het bachelor- of masterdiploma en een openbare verdediging van de licentiaatsverhandeling. Het werd geleidelijk vervangen door het "Doctorsexamen" in 1969 en werd in de jaren 1980 herbekostigd als tussenliggend niveau in de onderzoeksopleiding, nu vereist het slechts twee jaar studie na het afronden van de Master. 

### Frankrijk
Aan Franse universiteiten is een licentiaat, wat een driejarige opleiding is, ongeveer gelijk aan een bachelordiploma. Er zijn twee soorten licenties: algemeen en professioneel.

### Duitsland
In Duitsland heeft een persoon met de titel Lizentiat (of Lizentiat) de gelijkwaardige opleiding van een masterdiploma of diplom. Tot de jaren negentig werd de graad als rechtenstudie aangeboden aan de Universiteit van Saarland als een enkele universitaire graad (Lic.iur.) met een duur variërend van vijf tot acht jaar. Om politieke redenen werd deze opleiding stopgezet, vooral omdat het Staatsexamen de overheersende vertegenwoordiging werd van de reguliere opleiding tot advocaat. Het Lizentiat is grotendeels gelijk aan het Staatsexamen, maar wordt, in tegenstelling tot het laatste, beoordeeld door de universiteit en niet door de staatsadministratie. Het maakte ook specialisatie mogelijk op rechtsgebieden die ofwel niet onder andere juridische kwalificaties vielen, b.v. kerkelijk recht etc., of niet in dezelfde mate gedekt. Andere disciplines, zoals theologie of journalistiek (FU Berlin), boden vroeger een Lizentiat-kwalificatie aan in plaats van een doctoraat.

### Spanje
In Spanje was de Licenciatura-graad een van de belangrijkste graden van hoger onderwijs voorafgaand aan doctoraatsstudies, en is gelijk aan een bachelordiploma en een masterdiploma in het Engelstalige systeem. Deze graad werd uitgefaseerd bij Spaanse universiteiten en vervangen door het 'Grado' (bachelor) en 'master'-systeem als gevolg van de implementatie van de Bolognaverklaring over het Europese hoger onderwijs.
De academische graad Licenciatura is academisch gelijk aan de graden Ingeniero of Arquitecto. Een Licenciatura vereiste doorgaans vier tot zes jaar universitaire cursussen en had een typische studielast van 300 tot 400 ECTS. Het hoger onderwijs was opgedeeld in drie cyclussen waarvan de eerste twee gelijk stonden aan de Licenciatura-graad. Het begon met twee of drie introductiejaren. Die vallen onder de eerste cyclus, waarna de kandidaat een diplomatura of bachelordiploma in dat vakgebied kon behalen. Dit werd gevolgd door de tweede cyclus met twee extra jaren voor specialisatie, maar dit kon variëren van één tot drie jaar. Daarnaast bestond er een derde cyclus, bestaande uit het doctorado (gelijk aan een PhD). Deze cyclus omving een of twee jaar onderzoeksgerichte cursussen en de voltooiing van een proefschrift voor hetzelfde doctoraatsdiploma. Bij het studeren voor een Licenciatura leidde het doorlopen van de eerste cyclus niet automatisch tot het behalen van een diploma. Studenten konden er echter voor kiezen om vanaf het begin om een opleiding voor gespecialiseerde driejarige graden te volgen. Die stonden bekend als diplomaturas en arquitecturas técnicas, technische engineering. Na succesvolle afronding gaven de graden toegang tot de tweede cyclus van een aantal licenciaturas. Een Licenciatura-graad gaf ook directe toegang tot de beroepspraktijk of lidmaatschap van beroepsverenigingen zoals de orde van advocaten (Colegio de Abogados, totdat de vereisten voor het lidmaatschap werd gewijzigd om een minimum aan juridische werkervaring op te nemen en te slagen voor een examen), geneeskunde, economie en andere gereglementeerde beroepen.

## Theologie, kerkelijk recht, geschiedenis en cultureel erfgoed
De graad van licentiaat in de theologie (LTh) is een theologische kwalificatie die gewoonlijk wordt toegekend aan ordinands en leken die theologie studeren in het Verenigd Koninkrijk, Malta, Canada, Australië en Nieuw-Zeeland.
Een kwalificatie die vergelijkbaar is met de LTh is het tweejarige postdoctorale licentiaat in de heilige theologie (SThL), verkrijgbaar bij vele pauselijke universiteiten en pauselijke theologische faculteiten, met de bevoegdheid om pauselijke graden te verlenen. Dit in vergelijking met, bijvoorbeeld in Noord-Amerikaanse instellingen, het vierjarige programma voor een BA aan veel universiteiten, een tweejarig programma voor een MA, en het schrijven en de succesvolle verdediging van het proefschrift voor de PhD, Th.D. of SThD (een extra twee tot drie jaar).
De graad van licentiaat in het kerkelijk recht (JCL) wordt eveneens uitgereikt aan pauselijke universiteiten en faculteiten. Andere kwalificaties voor canoniek recht zijn onder meer een interconfessioneel LLM-programma van ten minste één universiteit (Cardiff), hoewel deze graad geen canonieke gevolgen zou hebben in de rooms-katholieke kerk.
De Faculteit Geschiedenis en Cultureel Erfgoed van de Kerk aan de pauselijke Universiteit Gregoriana reikt ook het licentiaat in de geschiedenis van de kerk en het licentiaat in het cultureel erfgoed van de kerk uit.